# Белов, Иван Павлович
Иван Павлович Белов (1928—1990) — советский передовик производства в судостроительной промышленности. Герой Социалистического Труда (1977).

## Биография
Родился 12 июня 1928 года в деревне Плечистино, Балахнинского района Нижегородской области в крестьянской семье.
В 1941 году, к началу Великой Отечественной войны успел окончить пять классов сельской школы и с 1941 по 1946 годы работал в местном колхозе.
С 1946 года И. П. Белов после окончания школы фабрично-заводского обучения № 34 работал вторым подручным, с 1951 года — сталеваром и начальником бригады мартеновского цеха завода «Красное Сормово» в городе Горький.
Бригада под руководством И. П. Белова добивалась высоких производственных показателей за счёт внедрения передового опыта и технических новшеств на всех стадиях сталеварения. По инициативе бригады И. П. Белова в цехе был освоен прогрессивный метод горячего ремонта подовин печей, что сократило простои более чем в два раза.
19 июля 1958 года Указом Президиума Верховного Совета СССР «за отличие в труде» И. П. Белов был награждён Орденом Знак Почёта.
25 июня 1966 года Указом Президиума Верховного Совета СССР «за успешное выполнение плана 1959—1965 годов» И. П. Белов был награждён Орденом Ленина.
26 апреля 1971 года Указом Президиума Верховного Совета СССР «за успешное выполнение заданий пятилетнего плана» Иван Павлович Белов был удостоен звания Героя Социалистического Труда с вручением Ордена Ленина и золотой медали «Серп и Молот».
Помимо основной деятельности И. П. Белов избирался депутатом Горьковского городского Совета народных депутатов.
Скончался 20 марта 1990 года в городе Горький. Похоронен на кладбище «Копосово-Высоково».

## Награды
- Медаль «Серп и Молот» (26.04.1971)
- Орден Ленина (25.06.1966, 26.04.1971)
- Орден Знак Почёта (19.07.1958)